# Рибак Єлизавета Амбарцумівна
Рибак Єлизавета Амбарцумівна (* 22 червня 1922) — радянський і український режисер по монтажу.
Член Національної Спілки кінематографістів України.

## Фільмографія
- «Танго смерті» (1991)

На студії ім. О. П. Довженка працювала у фільмах: 
- «Бухта Олени» (1963)
- «Ракети не повинні злетіти» (1964)
- «Місяць травень» (1965)
- «На самоті з ніччю» (1966)
- «Маленький шкільний оркестр» (1968)
- «Розвідники» (1968)
- «В'язні Бомона» (1970)
- «Бумбараш» (1971)
- «Нічний мотоцикліст» (1972)
- «Вогонь» (1973)
- «Гуси-лебеді летять» (1974)
- «Біле коло» (1974)
- «Канал» (1975)
- «Щедрий вечір» (1976)
- «За п'ять секунд до катастрофи» (1977)
- «Любаша» (1978)
- «Чекайте зв'язкового» (1979)
- «Ранок за вечір мудріший» (1981)
- «Гонки по вертикалі» (1982, т/ф, 3 с)
- «Таємниці святого Юра» (1982)
- «Канкан в Англійському парку» (1984)
- «Добрі наміри» (1984)
- «Золотий ланцюг» (1986)
- «Робота над помилками» (1988)
- «Дорога нікуди» (1992)
- «Снайпер» (1992)
- «Кілька любовних історій» (1994)
- «Геть сором!» (1994) та ін.